# Сечівці
Сечівці (Сечовце; словац. Sečovce, угор. Gálszécs) — місто, громада в окрузі Требішов, Кошицький край, Словаччина.

## Історія
Сечівці вперше згадуються 1255 року в списку угорського короля Бели IV, але ймовірно, що місто існувало вже в IX ст. У XIV ст. Сечівці були вже містом. В 1439-1459 рр. місто окупували гусити. 1647 року місто спалили турки, а пізніше — куруци. На початку XX ст. в Сечівцях проходили важливі з економічної точки зору ярмарки. 1944 року тут проходили важкі бої між Червоною армією і вермахтом.

## Географія
Протікає річка Трнава. Збудоване водосховище Сечовце.

## Визначні місця
- Приходський костел св. Марії
- Греко-католицька церква
- Кальвіністська церква
- Синагога

## Населення
| Рік:            | 1994. | 2004.   | 2014.   | 2024.   |
| --------------- | ----- | ------- | ------- | ------- |
| Кількість осіб: | 7348  | 7882    | 8352    | 8538    |
| Різниця:        |       | +7,26 % | +5,96 % | +2,22 % |

| Рік:            | 2023. | 2024.   |
| --------------- | ----- | ------- |
| Кількість осіб: | 8539  | 8538    |
| Різниця:        |       | -0,01 % |

Національний склад населення (за даними останнього перепису населення — 2001 року):
- словаки — 95,89 %
- цигани (роми) — 2,17 %
- чехи — 0,47 %
- угорці — 0,22 %

## Релігія
У місті присутня громада, яка безпосередньо перебувають під владою Папи Римського — це Римо-католицька громада, яка має нині[коли?] споруджений костел, в якому місцевий ксьондз відправляє Святі Меси. Також з давніх часів на цих землях ширилася ще одна конфесія, яка має незначну, але зібрану місцеву громаду в місті — це Греко-католицька громада. Божественні Літургії вирушають місцевим духівництвом в церкві містечка. Частина населення сповідує, як релігію протестантизм. Збудований храм за підтримки населення. Вже давно в цих місцях перебувають послідовники Авраамової віри — Єврейська громада. Їхня синагога, як і за їхніми законами відкривається в суботу на молитву.